# Підводні човни типу «S» (1931)
Підводні човни типу «S» (англ. British S-class submarine (1931) — клас військових кораблів з 62 підводних човнів, що випускалися британськими суднобудівельними компаніями у 1930—1945 роках. Субмарини цього типу входили до складу Королівського військово-морського флоту Великої Британії та брали активну участь у боях Другої світової війни.

## Підводні човни типу «S»
| № серії   | Кількість | Водотоннажність | Водотоннажність | Параметри | Параметри | Параметри | Швидкість                   | Швидкість               | Екіпаж | Озброєння | Прим.                      |
| № серії   | Кількість | Стандартна      | Повна           | Довжина   | Ширина    | Висота    | Надводна                    | Підводна                | Екіпаж | Озброєння | Прим.                      |
| --------- | --------- | --------------- | --------------- | --------- | --------- | --------- | --------------------------- | ----------------------- | ------ | --- | -------------------------- |
| 1-а серія | 4         | 640             | 935             | 61,72 м   | 7,3 м     | 3,2 м     | 13,75 вузлів (25,47 км/год) | 10 вузлів (18,7 км/год) | 36     | 6 × 533-мм торпедних апаратів (торпеди Mark VIII) 1 × 76-мм зенітна гармата QF 3-inch 20 cwt 1 × 7,7-мм кулемет Lewis                                                                                                 | з чотирьох ПЧ — 3 загинули |
| 2-а серія | 8         | 670             | 960             | 63,63 м   | 7,3 м     | 3,2 м     | 13,75 вузлів (25,47 км/год) | 10 вузлів (18,7 км/год) | 39     | 6 × 533-мм торпедних апаратів (торпеди Mark VIII) 1 × 76-мм зенітна гармата QF 3-inch 20 cwt 1 × 7,7-мм кулемет Lewis                                                                                                 | з восьми ПЧ — 6 загинули   |
| 3-я серія | 50        | 814–842         | 990             | 66 м      | 7,16 м    | 3,4 м     | 14,75 вузлів (27,32 км/год) | 8 вузлів (15 км/год)    | 49     | 7 × 533-мм торпедних апаратів (торпеди Mark VIII) 1 × 76-мм зенітна гармата QF 3-inch 20 cwt або 102-мм корабельна гармата Mk XII (на останніх зразках) 1 × 20-мм зенітна гармата «Ерлікон» 3 × 7,7-мм кулемети Lewis | з 50 ПЧ — 10 загинули      |

## Список підводних човнів типу «S»
Позначення

### Підводні човни 1-ї серії

#### Замовлення 1929 року
| № | № серії | Корабель  | Номер вимпелу | Виготовлювач            | Закладено     | Спущено           | У строю           | Статус |
| - | ------- | --------- | ------------- | ----------------------- | ------------- | ----------------- | ----------------- | --- |
| 1 | 1       | «Сордфіш» | 61S           | Chatham Dockyard, Чатем | 1 грудня 1930 | 10 листопада 1931 | 28 листопада 1932 | 7 листопада 1940 року підірвався на морській міні та затонув поблизу мису Святої Катерини на острові Вайт                                                          |
| 2 | 2       | «Старжен» | 73S           | Chatham Dockyard, Чатем | 3 січня 1931  | 8 січня 1932      | 27 лютого 1933    | 11 жовтня 1943 року переданий Королівському флоту Нідерландів, під ім'ям HNLMS Zeehond; 17 листопада 1945 року повернутий та у січні 1946 року розібраний на брухт |

#### Замовлення 1930 року
| № | № серії | Корабель  | Номер вимпелу | Виготовлювач            | Закладено       | Спущено           | У строю        | Статус |
| - | ------- | --------- | ------------- | ----------------------- | --------------- | ----------------- | -------------- | --- |
| 3 | 3       | «Сіхорс»  | 98S           | Chatham Dockyard, Чатем | 14 вересня 1931 | 15 листопада 1932 | 2 жовтня 1933  | 7 січня 1940 року затоплений з усім екіпажем у результаті атаки німецьких тральщиків M-122 та M-132 поблизу Гельголанда |
| 4 | 4       | «Старфіш» | 19S           | Chatham Dockyard, Чатем | 29 вересня 1931 | 14 березня 1933   | 27 жовтня 1933 | 9 січня 1940 року затоплений німецькими тральщиками M-122 та M-132 поблизу Гельголанда                                  |

### Підводні човни 2-ї серії

#### Замовлення 1931 року
| № | № серії | Корабель  | Номер вимпелу | Виготовлювач             | Закладено      | Спущено         | У строю        | Статус |
| - | ------- | --------- | ------------- | ------------------------ | -------------- | --------------- | -------------- | --- |
| 5 | 1       | «Сілайон» | 72S           | Cammell Laird, Беркенгед | 16 травня 1933 | 16 березня 1934 | 21 грудня 1934 | 3 березня 1945 року затоплений як корабель-мішень неподалік від ірландських Аранських островів                                        |
| 6 | 2       | «Шарк»    | 54S           | Chatham Dockyard, Чатем  | 12 червня 1933 | 31 травня 1934  | 31 грудня 1934 | 6 липня 1940 року затоплений екіпажем біля норвезького Еґерсунда при спробі захоплення німецькими тральщиками M-1803, M-1806 і M-1807 |

#### Замовлення 1932 року
| № | № серії | Корабель  | Номер вимпелу | Виготовлювач             | Закладено       | Спущено        | У строю        | Статус                                                                                   |
| - | ------- | --------- | ------------- | ------------------------ | --------------- | -------------- | -------------- | ---------------------------------------------------------------------------------------- |
| 7 | 3       | «Снаппер» | 39S           | Chatham Dockyard, Чатем  | 18 вересня 1933 | 25 жовтня 1934 | 14 червня 1935 | 11 лютого 1941 року потоплений німецькими тральщиками M-2, M-13 і M-25 поблизу Уессана   |
| 8 | 4       | «Салмон»  | N65           | Cammell Laird, Беркенгед | 15 червня 1933  | 30 квітня 1934 | 8 березня 1935 | 9 липня 1940 року ймовірно підірвався на мінному полі та затонув неподалік від Еґерсунда |

#### Замовлення 1933 року
| № | № серії | Корабель | Номер вимпелу | Виготовлювач                                        | Закладено      | Спущено           | У строю         | Статус                                  |
| - | ------- | -------- | ------------- | --------------------------------------------------- | -------------- | ----------------- | --------------- | --------------------------------------- |
| 9 | 5       | «Сівулф» | 47S           | Scotts Shipbuilding and Engineering Company, Грінок | 25 травня 1934 | 28 листопада 1935 | 12 березня 1936 | у листопаді 1945 року проданий на брухт |

#### Замовлення 1934 року
| №  | № серії | Корабель  | Номер вимпелу | Виготовлювач             | Закладено      | Спущено         | У строю        | Статус |
| -- | ------- | --------- | ------------- | ------------------------ | -------------- | --------------- | -------------- | --- |
| 10 | 6       | «Сперфіш» | 69S           | Cammell Laird, Беркенгед | 23 травня 1935 | 21 квітня 1936  | 11 грудня 1937 | 1 серпня 1940 року потоплений торпедами німецького ПЧ U-34 північніше Абердина |
| 11 | 7       | «Санфіш»  | 81S           | Cammell Laird, Беркенгед | 22 липня 1935  | 30 вересня 1936 | 2 липня 1936   | 30 травня 1944 року переданий за ленд-лізом до складу ВМФ СРСР, перейменований на V-1. 27 липня 1944 року потоплений на переході з Данді до Мурманська «дружнім вогнем» британського важкого бомбардувальника B-24 «Ліберейтор» Берегового командування ПС |

#### Замовлення 1935 року
| №  | № серії | Корабель  | Номер вимпелу | Виготовлювач            | Закладено     | Спущено         | У строю       | Статус                                                                              |
| -- | ------- | --------- | ------------- | ----------------------- | ------------- | --------------- | ------------- | ----------------------------------------------------------------------------------- |
| 12 | 8       | «Стерлет» | 2S            | Chatham Dockyard, Чатем | 14 липня 1936 | 22 вересня 1937 | 6 квітня 1938 | 18 квітня 1940 року потоплений поблизу Ларвіка німецькими міноносцями M-75 та T-190 |

### Підводні човни 3-ї серії

#### Замовлення 1939 року за Надзвичайною програмою
| №  | № серії | Корабель  | Номер вимпелу | Виготовлювач                                        | Закладено     | Спущено           | У строю         | Статус |
| -- | ------- | --------- | ------------- | --------------------------------------------------- | ------------- | ----------------- | --------------- | --- |
| 13 | 1       | «Сафарі»  | P211          | Cammell Laird, Беркенгед                            | 5 червня 1940 | 18 листопада 1941 | 14 березня 1942 | 7 січня 1946 року проданий на брухт; 8 січня поблизу Портленда затонув під час буксування                                                          |
| 14 | 2       | «Сагіб»   | P212          | Cammell Laird, Беркенгед                            | 5 липня 1940  | 19 січня 1942     | 13 травня 1942  | 24 квітня 1943 року потоплений у бою з італійськими бойовими кораблями ескорту конвою                                                              |
| 15 | 3       | «Сарацин» | P247          | Cammell Laird, Беркенгед                            | 16 липня 1940 | 16 лютого 1942    | 27 червня 1942  | 14 серпня 1943 року затоплений після атаки глибинними бомбами італійських корветів Minerva та Euterpe у Середземному морі поблизу Бастії (Корсика) |
| 16 | 4       | «Сатир»   | P214          | Scotts Shipbuilding and Engineering Company, Грінок | 8 червня 1940 | 28 вересня 1942   | 8 лютого 1943   | З лютого 1952 до серпня 1961 року перебував у французьких ВМС, як «Сапфир». У квітні 1962 року розібраний на брухт                                 |
| 17 | 5       | «Скептр»  | P215          | Scotts Shipbuilding and Engineering Company, Грінок | 25 липня 1940 | 6 січня 1943      | 15 квітня 1943  | у вересні 1949 року розібраний на брухт |

#### Замовлення 1940 року за Надзвичайною програмою
| №  | № серії | Корабель    | Номер вимпелу | Виготовлювач                                        | Закладено         | Спущено         | У строю          | Статус |
| -- | ------- | ----------- | ------------- | --------------------------------------------------- | ----------------- | --------------- | ---------------- | --- |
| 18 | 6       | «Сідог»     | P216          | Cammell Laird, Беркенгед                            | 31 грудня 1940    | 11 червня 1942  | 22 вересня 1942  | у серпні 1948 року розібраний на брухт |
| 19 | 7       | «Сібіл»     | P217          | Cammell Laird, Беркенгед                            | 31 грудня 1940    | 29 квітня 1942  | 16 серпня 1942   | у березні 1948 року розібраний на брухт у Труні |
| 20 | 8       | «Сі Ровер»  | P218          | Scotts Shipbuilding and Engineering Company, Грінок | 14 квітня 1941    | 8 лютого 1943   | 7 липня 1943     | у жовтні 1949 року проданий на брухт |
| 21 | 9       | «Сераф»     | P219          | Vickers-Armstrongs, Барроу-ін-Фернес                | 16 серпня 1940    | 25 жовтня 1941  | 10 червня 1942   | 20 грудня 1965 року розібраний на брухт |
| 22 | 10      | «Шекспір»   | P221          | Vickers-Armstrongs, Барроу-ін-Фернес                | 13 листопада 1940 | 8 грудня 1941   | 10 липня 1942    | 14 липня 1946 року проданий на брухт |
| 23 | 11      | P222        | P222          | Vickers-Armstrongs, Барроу-ін-Фернес                | 10 серпня 1940    | 20 вересня 1941 | 4 травня 1942    | 12 грудня 1942 року ймовірно потоплений поблизу Капрі |
| 24 | 12      | «Сі Німф»   | P223          | Cammell Laird, Беркенгед                            | 6 травня 1941     | 29 липня 1942   | 3 листопада 1942 | у червні 1948 року розібраний на брухт у Труні |
| 25 | 13      | «Сікл»      | P224          | Cammell Laird, Беркенгед                            | 8 травня 1941     | 27 серпня 1942  | 1 грудня 1942    | 18 червня 1944 року затонув, ймовірно підірвавшись на міні поблизу Кітери                                                                                 |
| 26 | 14      | «Самум»     | P225          | Cammell Laird, Беркенгед                            | 14 липня 1941     | 12 жовтня 1942  | 30 грудня 1942   | 4 листопада 1943 року затонув, ймовірно підірвавшись на міні поблизу острову Бозджаада                                                                    |
| 27 | 15      | «Сірдар»    | P226          | Scotts Shipbuilding and Engineering Company, Грінок | 24 квітня 1941    | 26 березня 1943 | 20 вересня 1943  | 31 травня 1965 року розібраний на брухт |
| 28 | 16      | «Спайтфул»  | P227          | Scotts Shipbuilding and Engineering Company, Грінок | 19 вересня 1941   | 5 червня 1943   | 6 жовтня 1943    | 15 липня 1963 року розібраний на брухт |
| 29 | 17      | «Сплендід»  | P228          | Chatham Dockyard, Чатем                             | 7 березня 1941    | 19 січня 1942   | 8 серпня 1942    | 21 квітня 1943 року пошкоджений глибинними бомбами німецького есмінця «Гермес», після виринання розстріляний артилерією корабля та затоплений екіпажем    |
| 30 | 18      | «Спортсмен» | P229          | Chatham Dockyard, Чатем                             | 1 липня 1941      | 17 квітня 1942  | 21 грудня 1942   | 8 липня 1952 року позичений французьким ВМС, отримав ім'я «Сібил». 24 вересня 1952 року ПЧ затонув з усім екіпажем з нез'ясованих обставин поблизу Тулона |

- Сім ПЧ серії з P81 до P87, замовлених Vickers-Armstrongs, були скасовані у 1943 році

#### Замовлення 1941 року за Надзвичайною програмою
| №  | № серії | Корабель     | Номер вимпелу | Виготовлювач                                        | Закладено        | Спущено           | У строю         | Статус                                                                                                  |
| -- | ------- | ------------ | ------------- | --------------------------------------------------- | ---------------- | ----------------- | --------------- | --- |
| 31 | 19      | «Стоїк»      | P231          | Cammell Laird, Беркенгед                            | 18 червня 1942   | 9 квітня 1943     | 29 червня 1943  | у липні 1950 року проданий на брухт                                                                     |
| 32 | 20      | «Стоунхендж» | P232          | Cammell Laird, Беркенгед                            | 4 квітня 1942    | 23 березня 1943   | 15 червня 1943  | До 20 березня 1943 року затонув з невідомих обставин                                                    |
| 33 | 21      | «Шторм»      | P233          | Cammell Laird, Беркенгед                            | 23 червня 1942   | 18 травня 1943    | 9 липня 1943    | у вересні 1949 року розібраний на брухт у Труні                                                         |
| 34 | 22      | «Стратагем»  | P234          | Chatham Dockyard, Чатем                             | 15 квітня 1942   | 21 червня 1943    | 9 жовтня 1943   | 22 листопада 1944 року потоплений японським мисливцем за підводними човнами CH 35 у Малаккській протоці |
| 35 | 23      | «Стронгбоу»  | P235          | Scotts Shipbuilding and Engineering Company, Грінок | 17 квітня 1942   | 30 серпня 1943    | 23 грудня 1943  | у квітні 1946 року розібраний на брухт у Престоні                                                       |
| 36 | 24      | «Спарк»      | P236          | Scotts Shipbuilding and Engineering Company, Грінок | 10 жовтня 1942   | 28 грудня 1943    | 28 квітня 1944  | у жовтні 1950 року розібраний на брухт на ВМБ Клайд                                                     |
| 37 | 25      | «Скіфіан»    | P237          | Scotts Shipbuilding and Engineering Company, Грінок | 21 лютого 1943   | 14 квітня 1944    | 11 серпня 1944  | 8 серпня 1960 року розібраний на брухт у Чарлстауні                                                     |
| 38 | 26      | «Стабборн»   | P238          | Cammell Laird, Беркенгед                            | 10 вересня 1941  | 11 листопада 1942 | 20 лютого 1943  | 30 квітня 1946 року потоплений як мішень при випробуваннях ASDIC                                        |
| 39 | 27      | «Серф»       | P239          | Cammell Laird, Беркенгед                            | 1 лютого 1941    | 10 грудня 1942    | 18 березня 1943 | 28 жовтня 1949 року проданий на брухт                                                                   |
| 40 | 28      | «Сертіс»     | P241          | Cammell Laird, Беркенгед                            | 14 жовтня 1941   | 4 лютого 1943     | 23 квітня 1943  | 22 березня 1944 року ймовірно підірвався на мінному полі та затонув біля Буде                           |
| 41 | 29      | «Шалімар»    | P242          | Chatham Dockyard, Чатем                             | 17 квітня 1942   | 22 квітня 1943    | 22 квітня 1944  | у липні 1950 року проданий на брухт                                                                     |
| 42 | 30      | «Скотсмен»   | P243          | Scotts Shipbuilding and Engineering Company, Грінок | 15 квітня 1943   | 18 серпня 1944    | 9 грудня 1944   | у листопаді 1964 року розібраний на брухт                                                               |
| 43 | 31      | «Сі Девіл»   | P244          | Scotts Shipbuilding and Engineering Company, Грінок | 5 травня 1943    | 30 січня 1945     | 12 травня 1945  | у грудні 1965 року розібраний на брухт у Ньюгейвені                                                     |
| 44 | 32      | «Спіріт»     | P245          | Cammell Laird, Беркенгед                            | 27 жовтня 1942   | 20 липня 1943     | 25 жовтня 1943  | у липні 1950 року розібраний на брухт                                                                   |
| 45 | 33      | «Стейтсмен»  | P246          | Cammell Laird, Беркенгед                            | 2 листопада 1942 | 14 вересня 1943   | 13 грудня 1943  | 3 січня 1961 року проданий на брухт                                                                     |

#### Замовлення 1942 року за Надзвичайною програмою
| №  | № серії | Корабель    | Номер вимпелу | Виготовлювач                                        | Закладено         | Спущено           | У строю           | Статус |
| -- | ------- | ----------- | ------------- | --------------------------------------------------- | ----------------- | ----------------- | ----------------- | --- |
| 46 | 34      | «Старді»    | P248          | Cammell Laird, Беркенгед                            | 22 грудня 1942    | 30 вересня 1943   | 29 грудня 1943    | 9 травня 1958 року розібраний на брухт                                                                                   |
| 47 | 35      | «Стайджін»  | P249          | Cammell Laird, Беркенгед                            | 6 січня 1943      | 30 листопада 1943 | 29 лютого 1944    | 28 жовтня 1949 року проданий на брухт                                                                                    |
| 48 | 36      | «Сабтл»     | P251          | Cammell Laird, Беркенгед                            | 1 лютого 1943     | 27 січня 1944     | 16 квітня 1944    | у липні 1959 року проданий на брухт                                                                                      |
| 49 | 37      | «Супрім»    | P252          | Cammell Laird, Беркенгед                            | 15 лютого 1943    | 24 лютого 1944    | 20 травня 1944    | у липні 1950 року проданий на брухт                                                                                      |
| 50 | 38      | «Сі Скаут»  | P253          | Cammell Laird, Беркенгед                            | 1 квітня 1943     | 24 березня 1944   | 19 червня 1944    | 14 грудня 1965 року розібраний на брухт                                                                                  |
| 51 | 39      | «Селен»     | P254          | Cammell Laird, Беркенгед                            | 16 квітня 1943    | 24 квітня 1944    | 14 липня 1944     | 6 червня 1961 року розібраний на брухт                                                                                   |
| 52 | 40      | «Сенешаль»  | P255          | Scotts Shipbuilding and Engineering Company, Грінок | 1 вересня 1943    | 23 квітня 1945    | 6 вересня 1945    | 23 серпня 1960 року розібраний на брухт                                                                                  |
| 53 | 41      | «Сентінель» | P256          | Scotts Shipbuilding and Engineering Company, Грінок | 15 листопада 1943 | 27 липня 1945     | 28 грудня 1945    | 28 лютого 1962 року проданий на брухт                                                                                    |
| 54 | 42      | «Сідон»     | P259          | Cammell Laird, Беркенгед                            | 7 липня 1943      | 4 вересня 1944    | 23 листопада 1944 | 16 червня 1955 року пошкоджений вибухом власної торпеди; піднятий, 14 червня 1957 року потоплений як мішень              |
| 55 | 42      | «Слют»      | P261          | Cammell Laird, Беркенгед                            | 30 червня 1943    | 6 липня 1944      | 8 жовтня 1944     | 15 вересня 1958 року розібраний на брухт                                                                                 |
| 56 | 43      | «Солент»    | P262          | Cammell Laird, Беркенгед                            | 7 травня 1943     | 8 червня 1944     | 7 вересня 1944    | 28 серпня 1961 року розібраний на брухт                                                                                  |
| 57 | 44      | «Сперхед»   | P263          | Cammell Laird, Беркенгед                            | 18 серпня 1943    | 2 жовтня 1944     | 21 грудня 1944    | у серпні 1948 року проданий португальським ВМС, перейменований на NRP Neptuno. 1967 році розібраний на брухт             |
| 58 | 45      | «Спрінгер»  | P264          | Cammell Laird, Беркенгед                            | 8 травня 1944     | 14 травня 1945    | 2 серпня 1945     | 9 жовтня 1958 року проданий Військово-морським силам Ізраїлю, перейменований на INS Tanin. 1972 році розібраний на брухт |

#### Замовлення 1943 року за Надзвичайною програмою
| №  | № серії | Корабель  | Номер вимпелу | Виготовлювач             | Закладено      | Спущено           | У строю         | Статус |
| -- | ------- | --------- | ------------- | ------------------------ | -------------- | ----------------- | --------------- | --- |
| 59 | 46      | «Сага»    | P257          | Cammell Laird, Беркенгед | 5 квітня 1944  | 14 березня 1945   | 14 червня 1945  | 11 жовтня 1948 року проданий португальським ВМС, перейменований на NRP Náutilo. 1969 році розібраний на брухт           |
| 60 | 47      | «Скорчер» | P258          | Cammell Laird, Беркенгед | 14 грудня 1943 | 18 грудня 1944    | 16 березня 1945 | у 1962 році розібраний на брухт                                                                                         |
| 61 | 48      | «Спар»    | P265          | Cammell Laird, Беркенгед | 1 жовтня 1943  | 17 листопада 1944 | 18 лютого 1945  | у листопаді 1948 року проданий португальським ВМС, перейменований на NRP Narval. 1 жовтня 1969 року розібраний на брухт |
| 62 | 49      | «Сангвін» | P266          | Cammell Laird, Беркенгед | 10 січня 1944  | 15 лютого 1945    | 13 травня 1945  | 1958 році проданий Військово-морським силам Ізраїлю, перейменований на INS Rahav. 1968 році розібраний на брухт         |

- HMS Sea Robin (P267), HMS Sprightly (P268), HMS Surface (P269) і HMS Surge (P271) — будівництво скасовано